# Toxostoma ocellatum
A Toxostoma ocellatum a madarak osztályának a verébalakúak (Passeriformes) rendjéhez és a gezerigófélék (Mimidae) családjához tartozó faj.

## Rendszerezése
A fajt Philip Lutley Sclater angol ornitológus írta le 1862-ben, a Harporhynchus nembe Harporhynchus ocellatus néven.

## Alfajai
- Toxostoma ocellatum ocellatum (P. L. Sclater, 1862)
- Toxostoma ocellatum villai A. R. Phillips, 1986[2]

## Előfordulása
Mexikó déli részét honos. Természetes élőhelyei a szubtrópusi vagy trópusi hegyi lombhullató erdők és magaslati cserjések. Állandó, nem vonuló faj.

## Megjelenése
Testhossza 30 centiméter, testtömege 78–89 gramm.

## Életmódja
Valószínűleg ízeltlábúakkal táplálkozik.

## Szaporodása
Fészke gallyakból és fűből áll, ebbe rakja két zöldeskék foltos tojását.

## Természetvédelmi helyzete
Az elterjedési területe elég kicsi, egyedszáma pedig ismeretlen. A Természetvédelmi Világszövetség Vörös listáján nem fenyegetett fajként szerepel.